# Vilém Flusser
Vilém Flusser (Praga, 12 de maio de 1920 — Praga, 27 de novembro de 1991) foi um filósofo Checo-brasileiro. Autodidata, durante a Segunda Guerra, fugindo do nazismo, mudou-se para o Brasil, estabelecendo-se em São Paulo, onde atuou por cerca de 20 anos como professor de filosofia, jornalista, conferencista e escritor. Suas obras foram traduzidas para diversos idiomas, algumas traduzidas pelo próprio Flusser que era poliglota.
Seu trabalho inicial foi marcado pela discussão do pensamento de Martin Heidegger e pela influência do existencialismo e da fenomenologia. A fenomenologia teria um papel importante na transição para a fase posterior de seu trabalho, na qual ele voltou sua atenção para a filosofia da comunicação e da produção artística. Ele contribuiu para a dicotomia da história: o período de adoração da imagem e o período de adoração do texto, cujos desvios resultaram na idolatria e na "textolatria". Flusser é um dos filósofos brasileiros mais estudados internacionalmente.

## Biografia
Nascido na recém independente Checoslováquia, de uma família de intelectuais judeus (seu pai era professor universitário de matemática e física), Vilém estudou filosofia na Universidade Carolina, em Praga, entre 1938 e 1939. Naquele ano deixou seu país, com os pais de sua futura mulher, Edith Barth, para viver em Londres. Prosseguiu seus estudos na London School of Economics and Political Science, sem no entanto concluí-los.
Em 1940, seus pais, irmã e avós são mortos em campos de concentração da Alemanha: o  pai, em Buchenwald ; os avós, a mãe e a irmã, em Theresienstadt. No ano seguinte, ele e Edith emigram para o Brasil. No mesmo ano, casam-se no Rio de Janeiro,  fixando-se posteriormente em São Paulo(cidade). Durante os primeiros anos, Vilém trabalha em uma empresa pertencente à família do sogro, A IRB - Indústrias Radioeletrônicas do Brasil Ltda. O primeiro dos três filhos do casal nasce em 1943. Em 1950, naturaliza-se brasileiro.
Entre 1950 e 1951, dedica-se ao projeto de um livro sobre a história intelectual do século XVIII, trabalha como jornalista e ensina filosofia. A partir de 1960 inicia sua colaboração com a Revista Brasileira de Filosofia, editada pelo Instituto Brasileiro de Filosofia (IBF) ambos fundados por Miguel Reale, em São Paulo, aproximando-se de um círculo de intelectuais brasileiros de formação liberal. Tem contato com aquele que viria se tornar seu principal interlocutor filosófico e amigo, Vicente Ferreira da Silva, cujos círculos começaria a frequentar.
Ao longo da década de 1960, leciona Filosofia da Ciência, na Escola Politécnica da USP, e Filosofia da Comunicação, na Escola Superior de Cinema e na  Escola de Arte Dramática (EAD), também em São Paulo. Além disso, colabora regularmente com com o Suplemento Literário do jornal O Estado de S. Paulo e participa ativamente da vida artística da cidade, colaborando com a Bienal de São Paulo. Publica seu primeiro livro - Língua e realidade em 1963. Ajuda a fundar a Faculdade de Comunicação e Marketing da Fundação Armando Álvares Penteado (FAAP), e dedica grande parte de seu tempo ao aprimoramento do departamento, dando aulas concorridas que, de acordo com relatos, chegavam a lotar o Teatro FAAP. Em 1966, inicia sua colaboração com o jornal Frankfurter Allgemeine Zeitung.
Contudo, em 1970, quando a reforma universitária agregou todos os professores de filosofia da USP ao Departamento de Filosofia da FFLCH, Flusser, que era professor da Politécnica, não foi recontratado. A hipótese de que sua saída da Universidade tenha sido mais um episódio de repressão política relacionado ao regime militar, vigente na época, não parece provável. A maioria dos membros do Departamento era bastante crítica com relação ao regime, enquanto Flusser era considerado conservador entre seus pares. Aparentemente, a não renovação do seu contrato com a Universidade deveu-se à falta de comprovação de títulos acadêmicos.
De todo modo, uma vez excluído da universidade, Vilém deixa o Brasil em 1972 para viver inicialmente na Itália e posteriormente na França e na Alemanha. Na Alemanha ganha notoriedade e é reconhecido como um filósofo original e marcante. Contudo, viajava sazonalmente para o Brasil, onde passou a dar aulas de teoria da comunicação na Fundação Armando Álvares Penteado nos anos 80.
Manteve-se bastante ativo até o final de sua vida, escrevendo e ministrando conferências na área de Teoria da Comunicação. Seus trabalhos se concentraram na discussão do pensamento de Heidegger, sendo marcados pelo existencialismo, fenomenologia e filosofia da linguagem. Vilém Flusser morreu em acidente de trânsito em 1991, ao visitar sua cidade natal, para ministrar uma conferência.

## Pensamento
O pensamento de Flusser se iniciou na fenomenologia e tentou uma unificação dos 2 filósofos mais lidos do século 20: Heidegger e Wittgenstein. A partir desse fundamento, edificou um método inovador dos estudos tecnologias e da comunicação. Flusser afirma que é inerente à existência humana organizar as aparências caóticas, procurando uma estrutura que as articule, fixando-as em um sistema de referências hierarquizado. O caos é irreal, porque é algo a que não temos acesso, todavia, ele é realidade em potência, pois pode vir a ser cosmos. A estrutura que realiza o caos em cosmos é a língua: "O objetivo desse trabalho é contribuir para a tentativa de tornar consciente a estrutura desse cosmos restrito. Será proposta a afirmação de que essa estrutura se identifica com a língua.".
A língua é um sistema simbólico que fixa as aparências em palavras e estabelece regras para coordená-las, permitindo o acesso às mesmas. Dito de outro modo, a língua cria a realidade, porque cria a apreensibilidade e a compreensibilidade. Simultaneamente, esse processo cria o ser humano como intelecto que apreende e compreende. Assim, o alicerce da ontologia de Flusser é a tese de que o desenvolvimento da língua é o próprio surgimento da realidade (aquilo que pode ser apreendido) e do intelecto humano (aquilo que apreende). Uma vez que a língua não é algo universal, o pensador conclui que a estrutura da realidade é relativa à estrutura das diferentes línguas (dentre as quais identifica três tipos básicos: flexionais, isolantes e aglutinantes). Cada língua tem sua própria ossatura ontológica, seu próprio sistema de categorias. Na teoria de Flusser, isso equivale a defender que há múltiplas realidades, tão distintas entre si que intelectos flexionais, por exemplo, sequer poderiam vislumbrar como seria a realidade de um esquimó. Para fazê-lo, teriam que penetrar profundamente na vivência das línguas aglutinantes, abandonando momentaneamente a realidade ocidental familiar. A esse respeito, enfatizo que a língua portuguesa era extremamente valorizada pelo autor, por ser uma língua sem tradição filosófica e que, justamente por isso, seria mais plástica e flexível para o desenvolvimento de um pensamento sério, porém, criativo e livre da rigidez histórica da filosofia europeia.
| “ | A comunicação humana é um artifício, cuja intenção é nos fazer esquecer a brutal falta de sentido de uma vida condenada a morte. Sob a perspectiva da natureza, o homem é um animal solitário, que sabe que vai morrer, e que na hora de sua morte está sozinho. E potencialmente, cada hora é a hora da morte. Sem dúvida, não é possível viver com esse conhecimento da solidão fundamental e sem sentido. A comunicação humana tece o véu do mundo codificado. O véu da arte, da ciência, da filosofia e da religião ao redor de nós. E o tece com pontos cada vez mais apertados. Para que esqueçamos nossa própria solidão, nossa morte, e também a morte daqueles que amamos. O homem comunica-se com os outros. É um animal político. Não pelo fato de ser um animal social. Mas sim, porque é um animal solitário incapaz de viver na solidão. | ” |

### Estudos sobre a fotografia
Flusser pesquisou o significado histórico e cultural de formarmos uma coletividade que acredita acima de tudo nas imagens e escreve um conjunto de exposições sobre a ação de fotografar e de difundir imagens.
Ele escreveu nos anos 1970 e 1980 sobre fotografia e postula que, no contexto do desenvolvimento da tecnologia da informação, a fotografia foi a primeira forma de imagem técnica a mudar fundamentalmente a maneira como o mundo é percebido. Historicamente, a fotografia é importante porque introduz uma nova era: "a invenção da fotografia constitui uma ruptura na história que só pode ser entendida em relação a essa outra ruptura histórica que é a escrita.
Embora as ideias tenham sido previamente interpretadas do ponto de vista de suas formas escritas, a fotografia instaurou novas formas de percepção da experiência e do conhecimento. Para Flusser, a fotografia não é uma tecnologia de reprodução da imagem, é uma técnica cultural através da qual a realidade é constituída e compreendida.
Em comparação com pinturas que ele descreve como imagens que podem ser "decodificados" de uma maneira sensata, porque o observador é capaz de interpretar o que ele vê como um sinal mais ou menos direto da intenção do pintor. Em contraste, mesmo que a fotografia produza imagens que pareçam ser "representações fiéis" de objetos e eventos, elas não podem ser "decodificadas".
O cerne dessa diferença, para Flusser, tem sua raiz no fato de que as fotografias são produzidas por meio das operações de um dispositivo. E o dispositivo fotográfico opera de uma maneira que não é imediatamente entendida ou modelada pelo seu operador. Por exemplo, ele descreve o ato de fotografar da seguinte maneira:
| “ | O ato do fotógrafo como busca de um ponto de vista sobre uma cena se dá através das possibilidades oferecidas pelo aparelho. O fotógrafo se move dentro de categorias específicas de espaço e tempo em relação à cena: proximidade e distância, visões frontal e lateral, exposição curta ou longa, etc. A Gestalt do espaço-tempo em torno da cena é prefigurada pelo fotógrafo pelas categorias de sua câmera. Essas categorias são a priori para ele. Ele deve "decidir" através deles: ele deve pressionar o botão do obturador. | ” |

Para simplificar, a pessoa que usa a câmera pode pensar que está ajustando os controles para produzir uma imagem mostrando o mundo de como eles querem ser vistos, mas é a natureza pré-programada da câmera que define os parâmetros deste ato e é o dispositivo que molda o significado da imagem final. Dada a natureza essencial da fotografia em todos os aspectos da vida cotidiana, a natureza programada do dispositivo fotográfico molda a experiência de ver e interpretar fotografias, bem como a maioria dos contextos culturais em que o fazemos.
Flusser desenvolve um léxico de termos que se revelaram influentes e continuam a ser úteis para pensar sobre fotografia contemporânea, tecnologias de imagem digital e seus usos on-line. Isso inclui: o "dispositivo" (uma ferramenta que altera o significado do mundo em oposição às ferramentas mecânicas que modificam o mundo em si); o "funcionário": o fotógrafo ou o operador do aparelho que é restringido por suas regras; o "programa" (um "sistema no qual a mudança se torna necessidade" e um jogo "no qual a virtualidade, mesmo a menos provável, será realizada por necessidade se o jogo for jogado durante um período suficientemente longo"); "a imagem técnica" (o primeiro exemplo é a fotografia, com sua superfície significante particular que se assemelha a uma imagem tradicional, mas oculta conceitos codificados e obscuros que não podem ser decodificados "imediatamente").
Embora Flusser tenha escrito vários ensaios curtos sobre o trabalho de alguns fotógrafos, seu interesse principal era a necessidade crítica e filosófica de compreender a cultura midiática do século XX e as oportunidades e ameaças emergentes das forças atuantes em um mundo cada vez mais técnico e automático.

## Principais obras
- Lingua e Realidade. São Paulo, 1963. São Paulo: Annablume, 2007, 3ª ed.
- A História do Diabo (São Paulo, 1965)
- Da religiosidade: a literatura e o senso de realidade (São Paulo, 1967)
- Le Monde Codifié (Paris, 1972)
- Natural:mente (Sao Paulo, 1979)
- Pós-história (São Paulo, 1982)
- A Filosofia da Caixa Preta: Ensaios para uma futura filosofia da fotografia (São Paulo, 1983)
- Ins Universum der technischen Bilder (Göttingen, 1985)
- Die Schrift – Hat Schreiben Zukunft?(Göttingen, 1987)
- Vampyroteuthis infernalis (Göttingen, 1987)
- Angenommen – eine Szenenfolge (Göttingen, 1989)
- Gesten – Versuch einer Phänomenologie (Düsseldorf/Bensheim, 1991).
- Bodenlos: uma autobiografia filosófica. São Paulo: Annablume, 2007.
- A escrita - Há futuro para a escrita?. São Paulo: Annablume, 2010.
- A Dúvida. São Paulo: Annablume, 2011.
- Filosofia da Caixa Preta. São Paulo: É Realizações, 2018.

### Sobre Vilém Flusser
- Bernardo, Gustavo; Finger, Anke K.; Guldin,Rainer. Vilém Flusser: uma introdução. São Paulo: Annablume, 2008.
- Das XX. Jahrhundert. Versuch einer subjektiven Synthese, 1950s, c200 pp. Unpublished. (em alemão)
- Língua e realidade, São Paulo: Herder, 1963, 238 pp; São Paulo: Annablume, 2004; 2009, 232 pp.
- Jazyk a skutečnost, trans Karel Palek, Triáda, 2005, 200 pp. Introduction. (em checo)
- A história do diabo, São Paulo: Martins, 1965, 216 pp; São Paulo: Annablume, 2010.
- Die Geschichte des Teufels, ed. Andreas Müller-Pohle, Göttingen: European Photography, 1993; 2nd ed., 1996, 200 pp. (em alemão)
- Příběh ďábla, trans. Jiří Fiala, Galerie Gema, 1997, 185 pp. (em checo)
- The History of the Devil, trans. Rodrigo Maltez Novaes, Univocal, 2014, 220 pp.
- Da religiosidade: a literatura e o senso de realidade, São Paulo: Conselho estadual de cultura, 1967, 147 pp; São Paulo: Escrituras, 2002.
- La force du quotidien, trans. Jean Mesrie and Barbara Niceall, Paris: Mame, 1973, 146 pp; 1989. Preface by Abraham Moles. (em francês). Review.
- Le monde codifié, Conférence du 3 Mai 1973, Paris: Institut de l'Environment/Centre de Formation Permanente pour les Arts Plastiques, 1974, 48 pp. (em francês)
- O mundo codificado, São Paulo: Cosacnaify, 2007.
- Orthonature/Paranature, Institut Scientifique de recherche paranaturaliste, 1978. (em francês)
- Natural:mente: vários acessos ao significado da natureza, São Paulo: Duas Cidades, 1979, 148 pp; 2011, 164 pp.
- Vogelflüge: Essays zu Natur und Kultur, Munich: Carl Hanser, 2000, 136 pp. (em alemão)
- Natural:Mind, trans. Rodrigo Maltez Novaes, Univocal, 2013, 150 pp.
- Pós-história: vinte istantâneos e um modo de usar, São Paulo: Duas Cidades, 1983, 168 pp.
- Post-History, trans. Rodrigo Maltez Novaes, Univocal, 2013, 167 pp.
- Für eine Philosophie der Fotografie, European Photography, 1983, 58 pp; 1989; 1997; 2006. (em alemão)
- Towards A Philosophy of Photography, ed. Derek Bennett, Göttingen: European Photography, 1984, 62 pp.
- Filosofia da caixa preta. Ensaios para uma futura filosofia da fotografia, trans. Vilém Flusser, São Paulo: Hucitec, 1985, 92 pp; Rio de Janeiro: Relume Dumara, 2002.
- Per una filosofia della fotografia, trans. Chantal Marazia, Torino: Agorà, 1987; Milan: Bruno Mondadori, 2006, 128 pp. (em italiano) Review.
- For fotografiets filosofi, Horten: Preus Fotomuseum, 1987. (em norueguês)
- En filosofi för fotografin, trans. Jan-Erik Lundström, Göteborg: Korpen, 1988, 112 pp. (em sueco)
- Hacia una filosofía de la fotografía, trans. Eduardo Molina, 1990. (em espanhol)
- A fotográfia filozófiája, trans. Panka Veress and István Sebesi, Budapest: Tartóshullám - Belvedere - ELTE BTK, 1990. (em húngaro)
- Bir fotoğraf felsefesine doğru, Istanbul: Agac, 1991; Ankara: Med-Campus, 1994; trans. Ihsan Derman, Istanbul: Hayalbaz Kitap, 2009, 97 pp. (em turco)
- 写真の哲学のために : テクノロジーとヴィジュアルカルチャー, trans. Fukagawa Masafumi, Tokyo: Keiso Shobo, 1992; 1999. (em japonês)
- Za filosofii fotografie, trans. Božena Koseková and Josef Kosek, 1994; 2nd ed., trans. Božena and Josef Kosek, Prague: Fra, 2013, 104 pp. (em checo)
- Taipei: Yuan-Liou, 1994. (em chinês)
- Pour une philosophie de la photographie, Paris: Circé, 1996. (em francês)
- Ensaio sobre a fotografia: para uma filosofia da técnica, Lisbon: Relógio d'Água, 1998.
- Thessaloniki: University Studio Press, 1998. (em grego)
- 사진의 철학을 위하여, Seoul: Communication Books, 1999. (em coreano)
- Za filozofiju fotografije, trans. Tijana Tubić, Belgrade: Kulturni Centar Beograda, 1999; 2005, 80 pp. (em sérvio)
- Towards A Philosophy of Photography, trans. Anthony Mathews, London: Reaktion Books, 2000.
- Una filosofía de la fotografía, Madrid: Síntesis, 2001, 192 pp. (em espanhol)
- Za edna filosofia na fotografiata, Plovdiv: Horizonti, 2002. (em búlgaro)
- Pentru o filosofie a fotografie, Bucharest: Idea Design & Print, 2003. (em romeno)
- Za edna filosofia na fotografira, Moscow, 2002. (em russo)
- Ku filozofii fotografii, trans. Jacek Maniecki, Katowice: Akademia Sztuk Pięknych w Katowicach, 2004; Warszawa: Wydawnictwo Aletheia, 2015. (em polonês)
- Filozofija Fotografije, Zagreb: Scarabeus, 2007. (em croata)
- Een filosofie van de fotografie, Utrecht: Uitgeverij Ijzer, 2007. (em holandês)
- Za filosofiyu fotografii [За философию фотографии], trans. G. Khaydarova, St. Petersburg: St. Petersburg State University, 2008, 146 pp. (em russo)
- K filozofiji fotografije, Ljubljana: ZSKZ, 2010. (em esloveno)
- Ins Universum der technischen Bilder, Göttingen: European Photography, 1985; 1992; 1996. (em alemão)
- A technikai képek univerzuma felé, trans. József Maleczki, 2001; revised trans. Dalma Török, 2011. (em húngaro)
- Do universa technických obrazů, trans. Jiří Fiala, Prague: OSVU, 2002, 162 pp. (em checo)
- O universo das imagens tecnicas. Elogio da superficialidade, São Paulo: Annablume, 2010.
- Into the Universe of Technical Images, trans. Nancy Ann Roth, University of Minnesota Press, 2011, 224 pp
- Hacia el universo de las imagenes technicas, Mexico City: Universidad Nacional Autonoma de Mexico, 2011. (em espanhol)
- Die Schrift, Göttingen: Immatrix Publications, 1987, as a book and on 2 floppy disks; repr. as Die Schrift. Hat Schreiben Zukunft?, Göttingen: European Photography, 2002. (em alemão)
- Az írás. Van-e jövője az írásnak?, trans. J.A. Tillmann and Lídia Jósvai, Balassi Kiadó - BAE Tartóshullám - Intermedia, 1997. (em húngaro)
- 글쓰기에 미래는 있는가, Seoul: Imprima Korea Agency, 1998. (em coreano)
- A Escrita. Ha futuro para a escrita?, São Paulo: Annablume, 2010.
- Does Writing Have a Future?, trans. Nancy Ann Roth, University of Minnesota Press, 2011, 208 pp.
- with Louis Bec, Vampyroteuthis infernalis. Eine Abhandlung samt Befund des Institut Scientifique de Recherche Paranaturaliste, Göttingen: Immatrix Publications, 1987, 65 pp; Göttingen: European Photography, 2002. (em alemão)
- Vampyroteuthis infernalis, São Paulo: Annablume, 2011.
- Vampyroteuthis Infernalis, trans. Rodrigo Maltez Novaes, New York: Atropos, 2011, 160 pp. Foreword by Abraham A. Moles.
- Vampyroteuthis Infernalis: A Treatise, with a Report by the Institut Scientifique de Recherche Paranaturaliste, University of Minnesota Press, 2012, 112 pp.
- Krise der Linearität, ed. G.J. Lischka, Bern: Benteli, 1988, 43 pp. (em alemão). Lecture delivered on 20 March 1988 at Kunstmuseum Bern.
- "The Crisis of Linearity", trans. Adelheid Mers, Boot Print 1:1 (2006), pp 19–21.
- Angenommen. Eine Szenenfolge, Göttingen: Immatrix Publications, 1989; Göttingen: European Photography, 2000. (em alemão)
- with Jean Baudrillard and Hannes Böhringer, Philosophien der neuen Technologien, Berlin: Merve, 135 pp, 1989. (em alemão)
- Gesten. Versuch einer Phänomenologie, Bensheim and Düsseldorf: Bollmann, 1991, 1993 (em alemão)
- Bodenlos: Eine philosophische Autobiographie, Bensheim and Düsseldorf: Bollmann, 1992, 295 pp; Frankfurt am Main: Fischer, 1999. (em alemão)
- Bezedno: filosofická autobiografie, Prague: Hynek, 1998, 225 pp. (em checo)
- Bodenlos: Uma autobiografia filosofica, São Paulo: Annablume, 2010.
- A Dúvida, Rio de Janeiro: Relume Dumará, 1999; São Paulo: Anna Blume, 2011
- On Doubt, Trans. Rodrigo Maltez Novaes, Minneapolis: Univocal, 2014 Foreword by Rainer Guldin 100pp. (em inglês)

## Coletânea
- O Mundo Codificado: por uma filosofia do design e da comunicação. São Paulo, 2007.
- A Festa da língua. São Paulo, 2011.
- Box O Último Juízo, Gerações. São Paulo, 2017